# Quarter dels Carrabiners

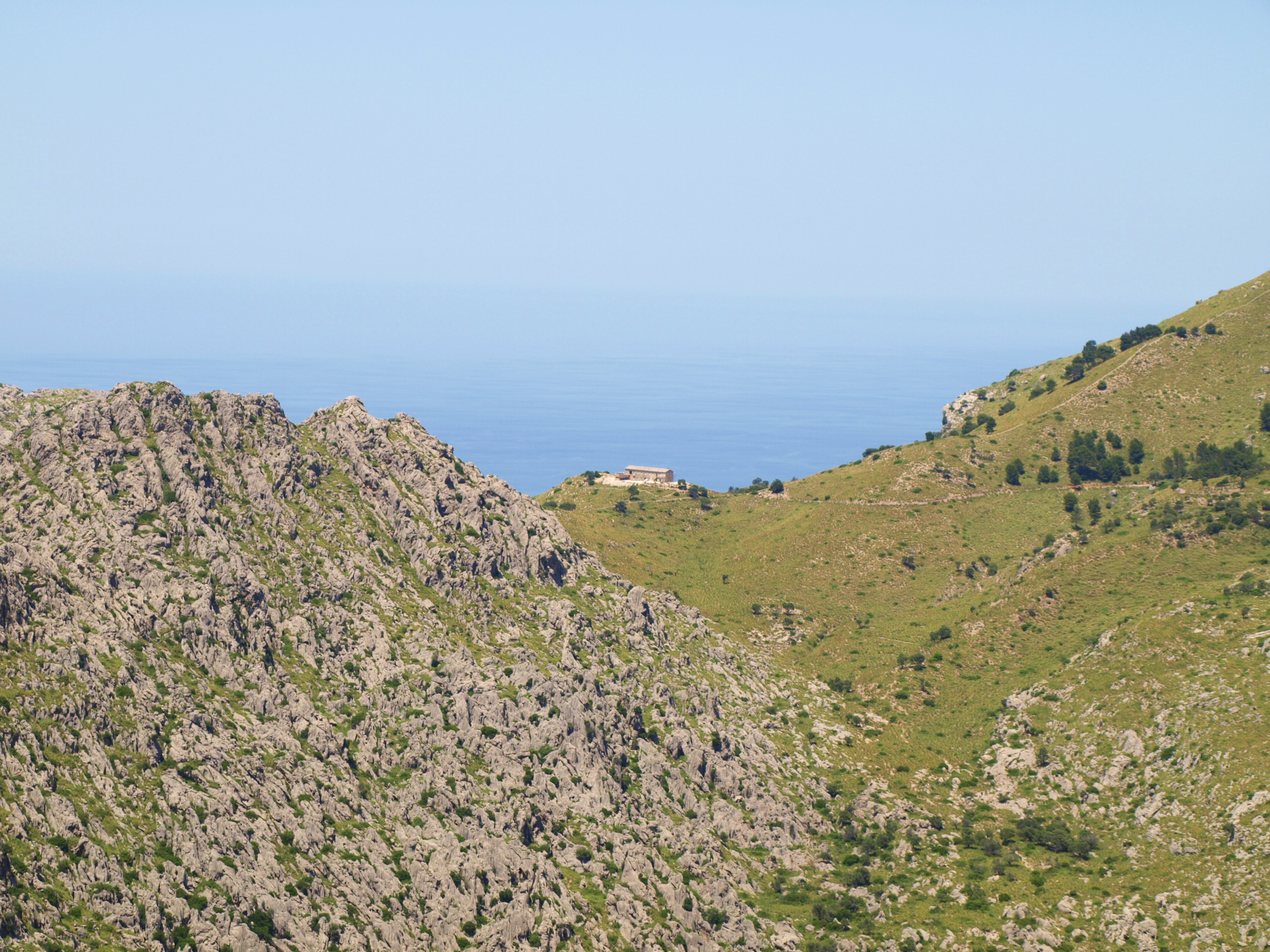
El quarter, des de la carretera Ma-10.

El Quarter dels Carrabiners és un antic quarter o caserna situat prop de la possessió de Cosconar, al terme municipal d'Escorca, a Mallorca. Durant el segle xx s'usà per controlar el contraban.
S'hi accedeix des del santuari de Lluc, passant per les possessions de Mossa o Cosconar. Durant molts d'anys ha estat abandonat i s'anava esbucant, però fa uns anys es va arreglar l'estructura i la coberta i ara està tancat.